# 森达什
森达什是葡萄牙布拉干萨区的一个堂区。总面积19.23平方公里，总人口241人，人口密度12.5人/平方公里。